# Ryane Leão
Ryane Leão (Cuiabá, 19 de janeiro de 1988) é uma poeta e professora brasileira., é mulher preta, cuiabana que vive em São Paulo. Ela publica seus escritos no canal onde jazz meu coração e recita seus poemas nos saraus e slams do Brasil. Seu trabalho é pautado na resistência das mulheres e focado na luta e no fortalecimento pela arte e pela educação. "Tudo nela brilha e queima" é seu primeiro livro e o segundo livro é "Jamais peço desculpas por me derramar", ambos lançado pela Editora Planeta, a autora é do axé, filha de Oyá com Ogum e só sabe existir ventando por aí...

## Biografia

### Primeiros anos e formação acadêmica
Ryane nasceu em Cuiabá, capital do estado de Mato Grosso, no ano de 1988.
Mudou-se para a cidade de São Paulo, para estudar Letras na Universidade Federal de São Paulo (Unifesp).

### Carreira
No ano de 2008, começou a divulgar seus textos em "lambe-lambes" que espalhava pela cidade, e também no seu perfil no Instagram, além de participar de saraus e slams. Seu projeto na rede social, intitulado Onde Jazz Meu Coração, soma mais de seiscentos mil seguidores.
Em 2016 realizou uma campanha de financiamento coletivo para o lançamento de seu primeiro livro. No ano seguinte publicou Tudo Nela Brilha e Queima (Editora Planeta), marcado pelo ativismo em defesa dos direitos das mulheres negras.
Como empresária, fundou a Odara instituição de ensino de língua inglesa voltado para mulheres negras com preços populares.
Ryane já vendeu mais de 200 mil livros  e tem mais de 600 mil seguidores no instagram.

## Obras
- 2018 - Tudo Nela Brilha e Queima (ed. Planeta)[15]
- 2019 - Jamais peço desculpas por me derramar (ed. Planeta)[16]